# (2125) Karl-Ontjes
(2125) Karl-Ontjes es un asteroide perteneciente al cinturón de asteroides descubierto por Ingrid van Houten-Groeneveld, Cornelis Johannes van Houten y Tom Gehrels desde el observatorio del Monte Palomar, Estados Unidos, el 24 de septiembre de 1960.

## Designación y nombre
Karl-Ontjes recibió al principio la designación de 2005 P-L.
Más tarde se nombró en honor del físico neerlandés Karl-Ontjes Groeneveld, hermano de Ingrid van Houten-Groeneveld.

## Características orbitales
Karl-Ontjes orbita a una distancia media de 2,785 ua del Sol, pudiendo acercarse hasta 2,482 ua y alejarse hasta 3,088 ua. Tiene una excentricidad de 0,1087 y una inclinación orbital de 1,69°. Emplea en completar una órbita alrededor del Sol 1698 días.